# Jeux du ski de Lahti
Les jeux du ski de Lahti (Salpausselän Kisat en finnois) sont un événement sportif annuel organisé à Lahti depuis 1923. Des compétitions de ski de fond, de combiné nordique et de saut à ski y ont lieu. La compétition est l'équivalent finlandais du Festival de ski d'Holmenkollen. Les jeux du ski de Lahti ont été le support des championnats du monde de ski nordique en 1926, 1938, 1958, 1978, 1989 et 2001.

## Histoire
L'idée de la compétition vient de Lauri Pihkala en 1922. Il écrivit un article à la suite du doublé finlandais réalisé par Anton Collin et Tapani Niku sur le 50 km en 1922 au Festival de ski d'Holmenkollen. Il suggéra d'organiser une compétition similaire à Lahti car la ville disposait des infrastructures nécessaires. La première édition a lieu en 1923 et il n'y a que des sportifs finlandais au départ. Les premiers sportifs étrangers apparaissent en 1926.

### Infrastructures
Les jeux utilisent le stade de Lahti et les tremplins de Salpausselkä, tout proches du stade.

## Sports

### Combiné nordique
La plupart des années, les jeux du ski de Lahti font partie de la coupe du monde de combiné nordique ; ce fut le cas lors de la première saison de cette compétition, en 1984, et cela s'est reproduit régulièrement depuis.

### Saut à ski
Les jeux du ski de Lahti vont partie de coupe du monde de saut à ski, et ce depuis sa première saison, en 1980. Le concours de saut individuel a également fait partie de la tournée nordique.

## Galerie d'images

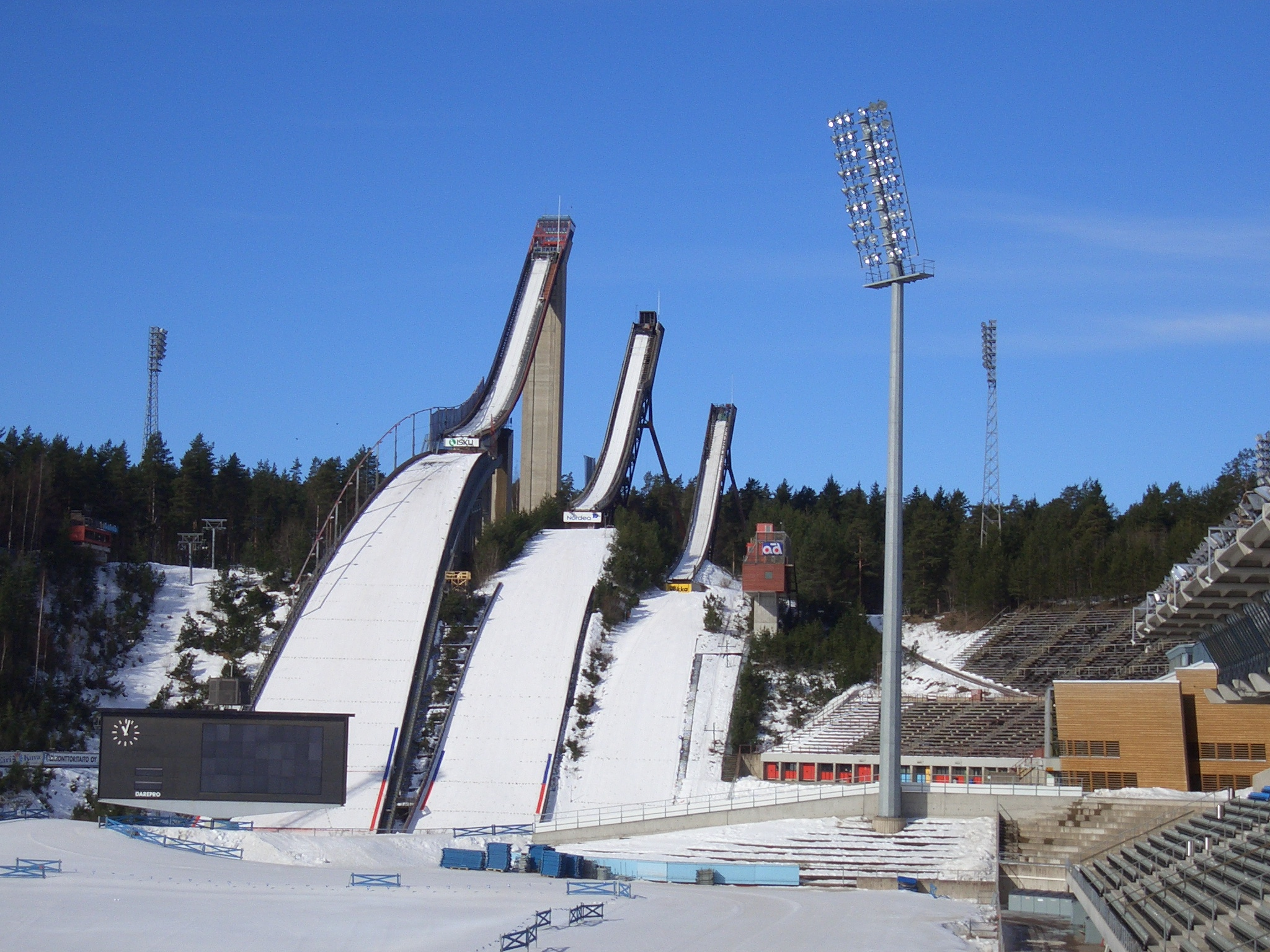
Les tremplins de Lahti en mai 2005
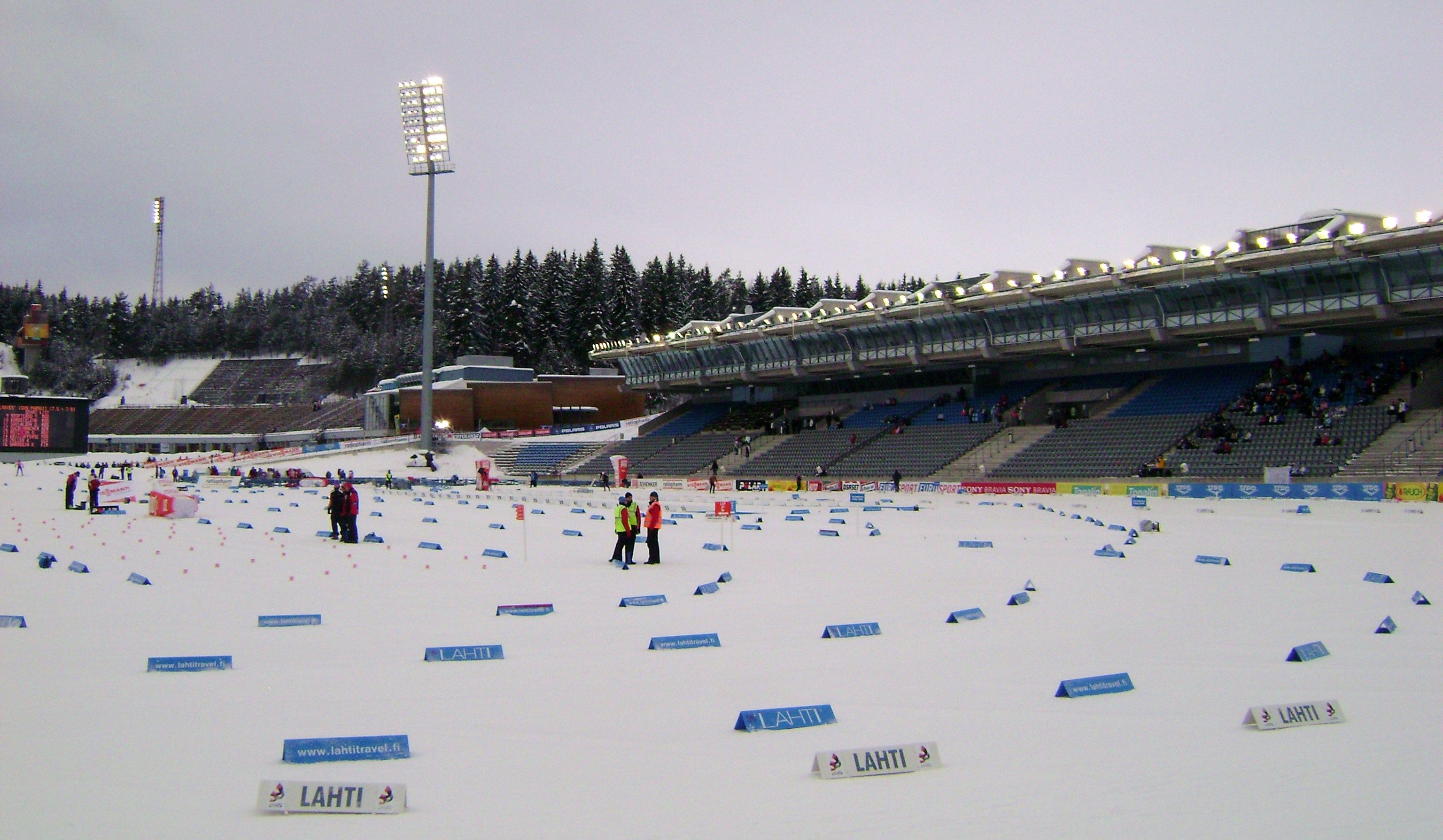
Le Stade de Lahti en 2010
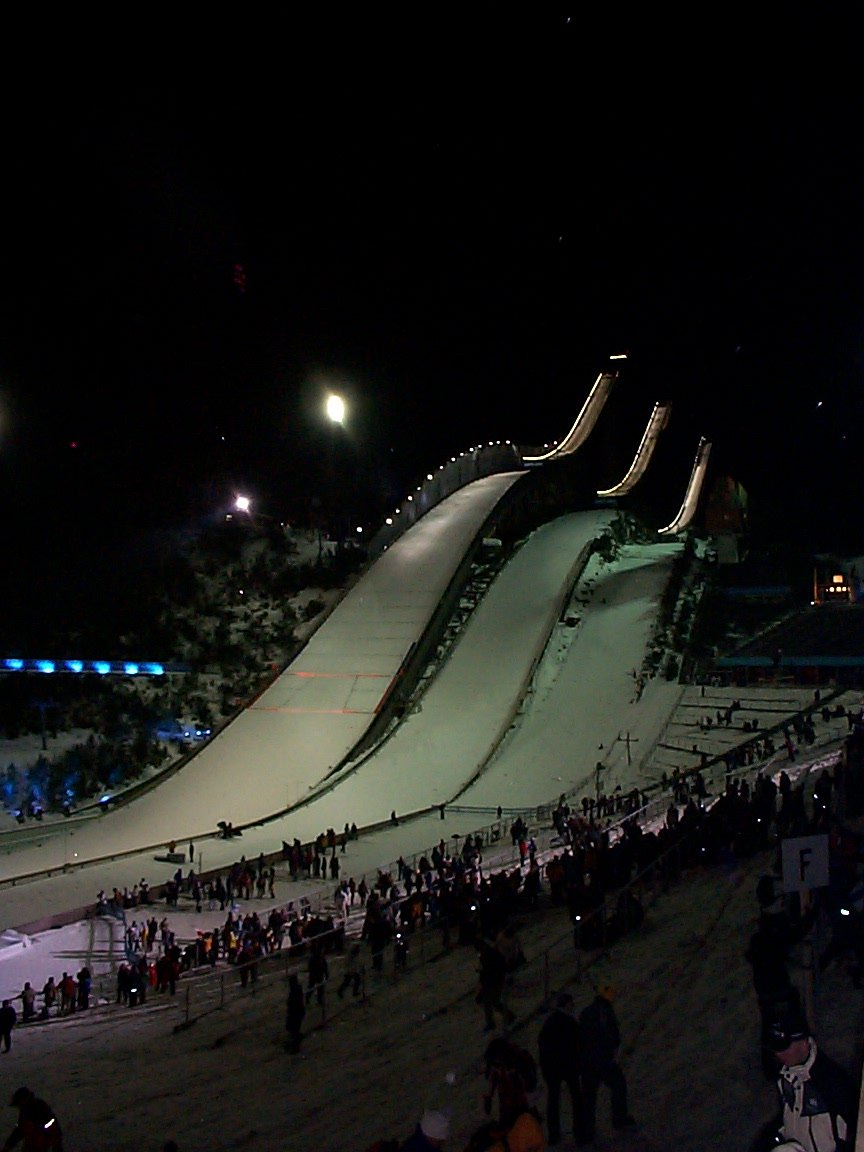
Les tremplins de Lahti lors d'une compétition nocturne en 2001